# Nordenfelt I
Nordenfelt I (griechisch Νορντενφέλτ Ι) war das erste U-Boot der griechischen Marine. Es war nach der Resurgam das zweite von dem englischen Ingenieur George William Garrett entworfene und das erste von dem schwedischen Ingenieur Thorsten Nordenfelt gebaute Unterseeboot.

## Geschichte
Das U-Boot wurde von Thorsten Nordenfelt mit Hilfe von Reverend George Garrett entwickelt. Es wurde 1882 von der Firma Bolinders in Stockholm auf Kiel gelegt, von 1884 bis 1885 gebaut und lief 1885 vom Stapel. Das spindelförmige U-Boot war 19,50 m lang, nach anderen Quellen 30,2 m, und wog 56 t. Es wurde durch eine 100 PS leistende Dampfmaschine über einen vierflügeligen Propeller angetrieben und erreichte eine maximale Überwassergeschwindigkeit von 9 Knoten. Für die Fahrt unter Wasser verfügte es über zwei Dampfspeicherbehälter. Hier konnte im aufgetauchten Zustand überschüssiger Dampf gespeichert werden, der für den Antrieb im untergetauchten Zustand genutzt werden konnte. Dieser Vorrat reichte bei einer Fahrt von 3 Knoten für bis zu fünf Stunden. Für den Kampf verfügte die Nordenfelt I über ein Nordenfelt-Maschinengewehr vom Kaliber 25,4 mm, das vor dem Schornstein installiert war, sowie über ein Torpedorohr mit einem Whitehead-Torpedo.
1885 wurde es in Landskrona getestet. Im September desselben Jahres übernahm Griechenland das U-Boot für einen Preis von 9.000 Lire und überführte es zum Marinestützpunkt Salamis. Im April 1886 machte man Testfahrten. Die Nordenfelt I bewährte sich jedoch nicht und wurde nie von der Marine verwendet. Im Jahre 1901 wurde sie schließlich verschrottet.
Als das Osmanische Reich diesen Handel bemerkte, bestellt deren Marine gleich zwei Boote dieses Typs. Diese wurden in Chertsey an der Themse gefertigt, in Einzelteilen nach Konstantinopel gebracht und dort unter Aufsicht von George Garrett zusammengebaut.